# Бзовиця
Бзови́ця — село в Україні, у Зборівській міській громаді Тернопільського району Тернопільської області. Розташоване на північному сході району. До 2020 — центр Бзовицької сільради.

## Географія
Розташоване на Подільській височині, за 18 км від центру громади і 15 км від найближчої залізничної станції Зборів (у селі Млинівці).
Населення — 289 осіб (2001).

## Історія
Перша писемна згадка — 1520 (під назвою Заставки — дані з книги, яку вели при місцевій церкві). Також, за однією з версій, одна з колишніх назв села звучала як "Бзиниця", і походила від великої кількості кущів бузини в селі.
Діяли братства Найсвятіших Тайн (від 1858), тверезості (від 1901), товариства «Просвіта» (від 1911), «Луг», гурток «Орли».
Від 1926 року в селі був кооператив «Селянська поміч». У 1938 році до кооперативу входило 84 члени, оборотний капітал був 2484 злотих, обороти (торги) - 17800 злотих, прибуток 1290 злотих і видатки - 1044 злотих.
1 серпня 1934 року внаслідок адміністративної реформи село включене до новоствореної у Зборівському повіті об'єднаної сільської гміни Оліїв.
Від березня до липня 1944 на території Бзовиці пролягала лінія фронту.
1970-1990-ті Бзовиця мала назву Комунарка.
12 червня 2020 року, відповідно до розпорядження Кабінету Міністрів України № 724-р «Про визначення адміністративних центрів та затвердження територій територіальних громад Тернопільської області» увійшло до складу Зборівської міської громади.
19 липня 2020 року, в результаті адміністративно-територіальної реформи та ліквідації Зборівського району, село увійшло до складу Тернопільського району.

## Політика

### Парламентські вибори, 2019
На позачергових парламентських виборах 2019 року у селі функціонувала окрема виборча дільниця № 610413, розташована у приміщенні сільської ради.
Результати
- зареєстровано 210 виборців, явка 79,05%, найбільше голосів віддано за «Європейську Солідарність» — 18,18%, за Всеукраїнське об'єднання «Батьківщина» — 16,36%, за «Слугу народу» — 15,76%[6]. В одномандатному окрузі найбільше голосів отримав Тарас Юрик (Європейська Солідарність) — 27,63%, за Івана Чайківського (самовисування) — 19,74%, за Володимира Кісілевича (Слуга народу) — 12,50%[7].

## Населення

### Мова
Розподіл населення за рідною мовою за даними перепису 2001 року:
| Мова       | Кількість | Відсоток |
| ---------- | --------- | -------- |
| українська | 289       | 100%     |

## Пам'ятки
Є церква Пресвятої Богородиці Владичиці України [Архівовано 21 червня 2013 у Wayback Machine.] (1701; дерев'яна).

## Соціальна сфера
Діють загальноосвітня школа І ступеня, бібліотека.
1996 громада ухвалила рішення про будівництво нової церкви, яке завершилося у 2012.

## Відомі люди

### Народилися
- Андрій Гайда (1920—2001) — український педагог.
- Володимир Гайда (1928—1997) — український педагог.
- Михайло Немелівський (1938—2003) — український священник, протоієрей, релігійний та громадський діяч.
- Володимир Стахів (1910—1971) — український громадсько-політичний діяч, журналіст і публіцист.

## Галерея

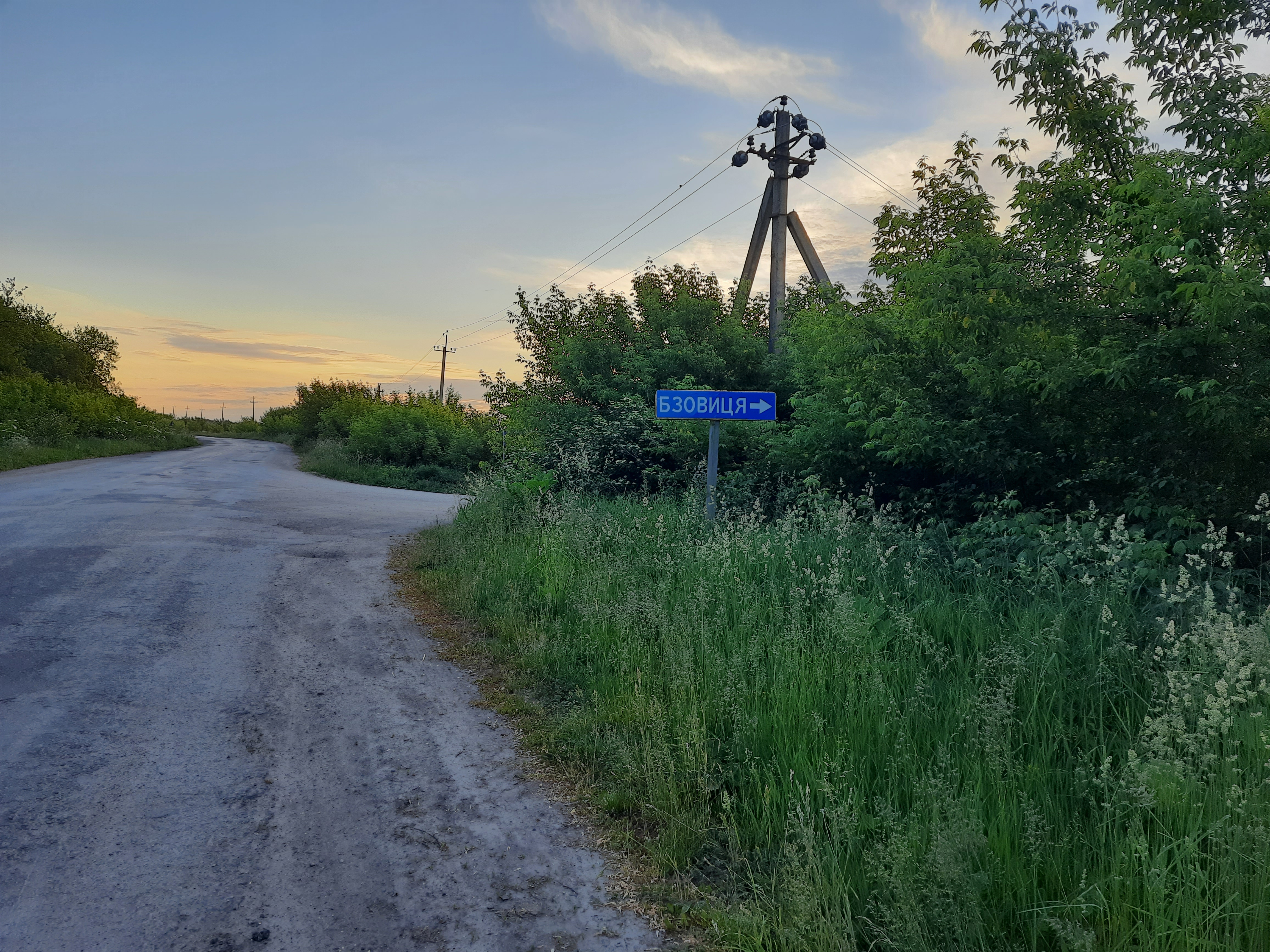
Дорожній знак при повороті на село
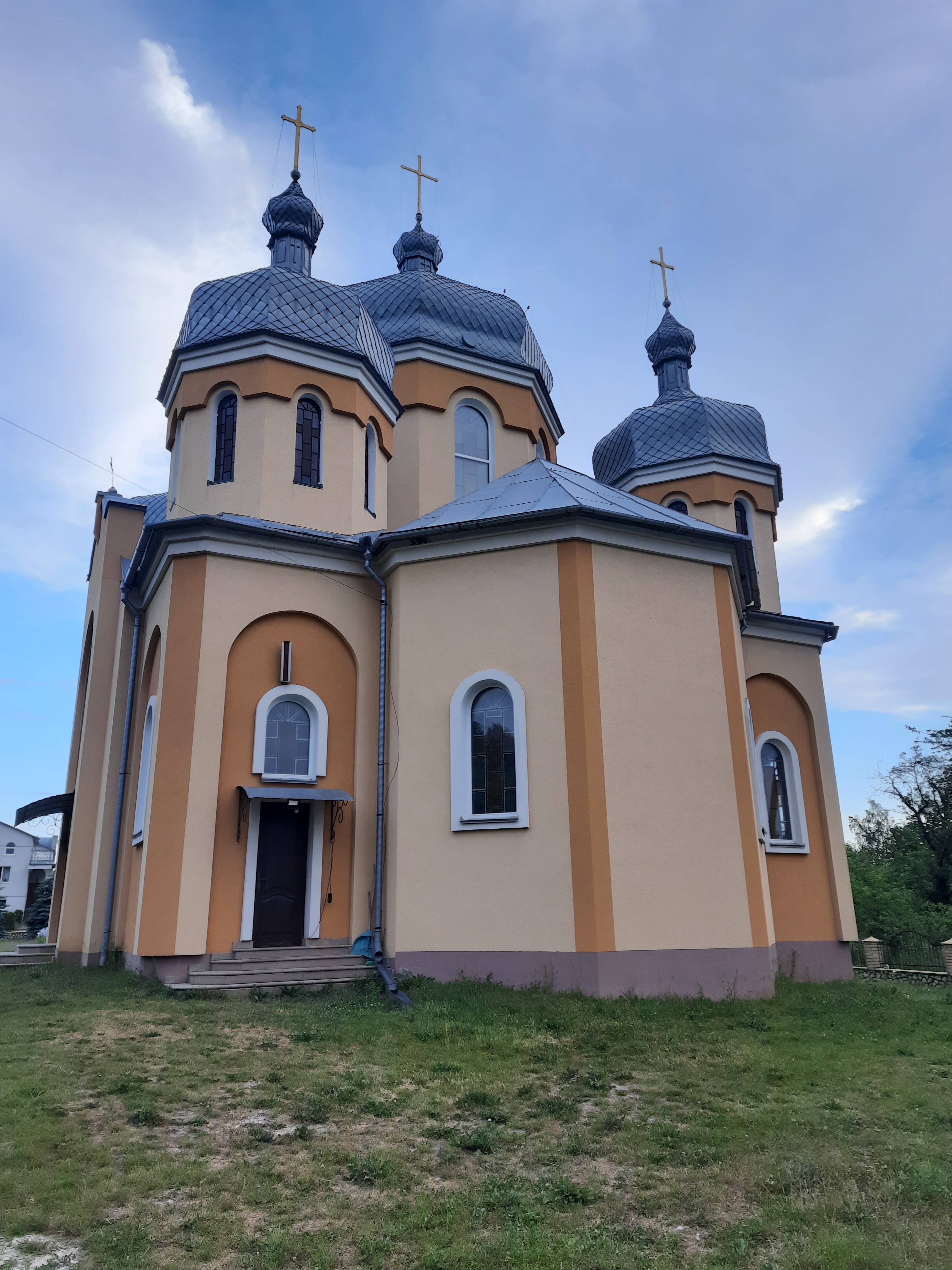
Церква Пресвятої Богородиці Владичиці України 2011р.
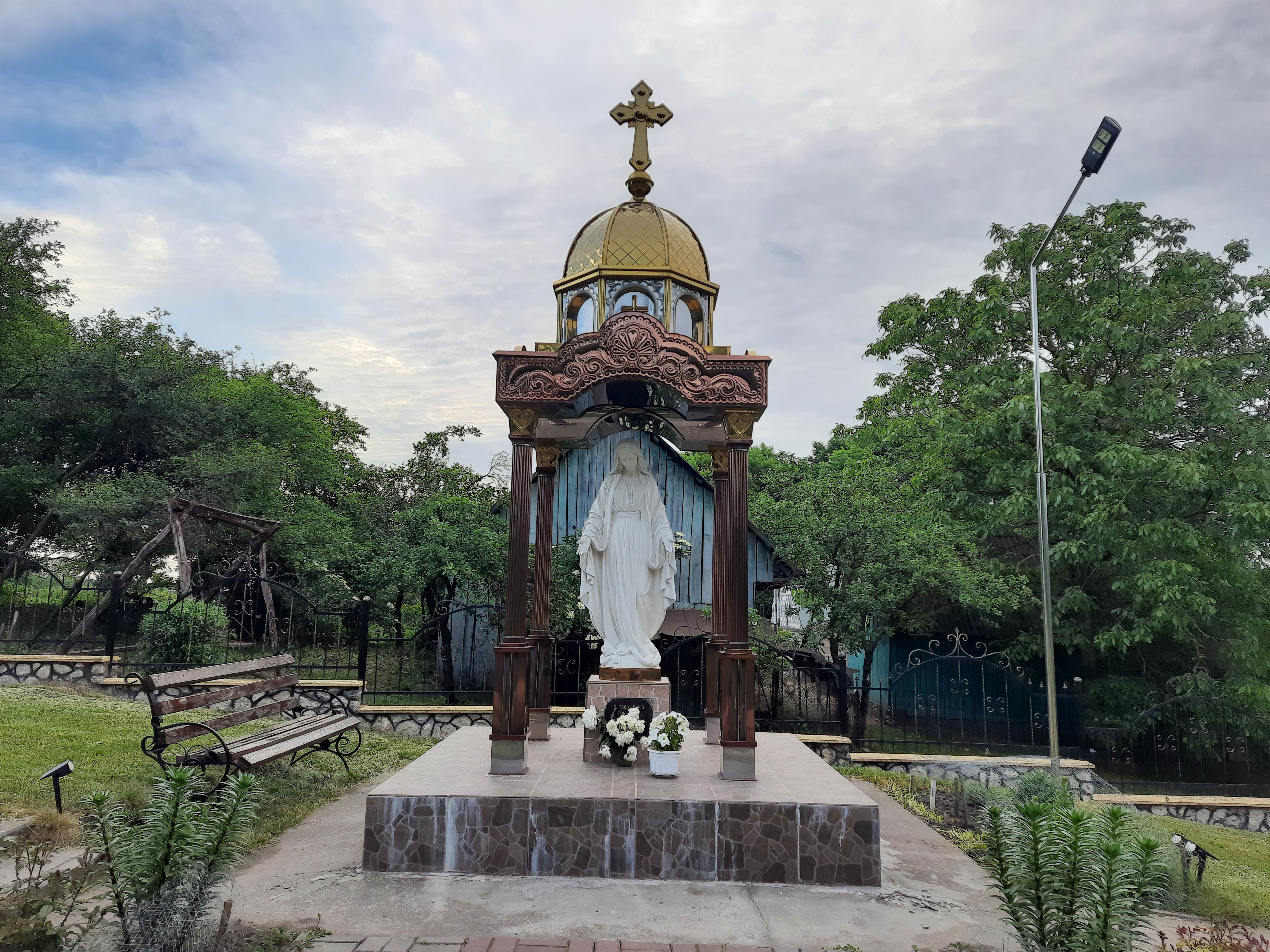
Статуя Божої Матері
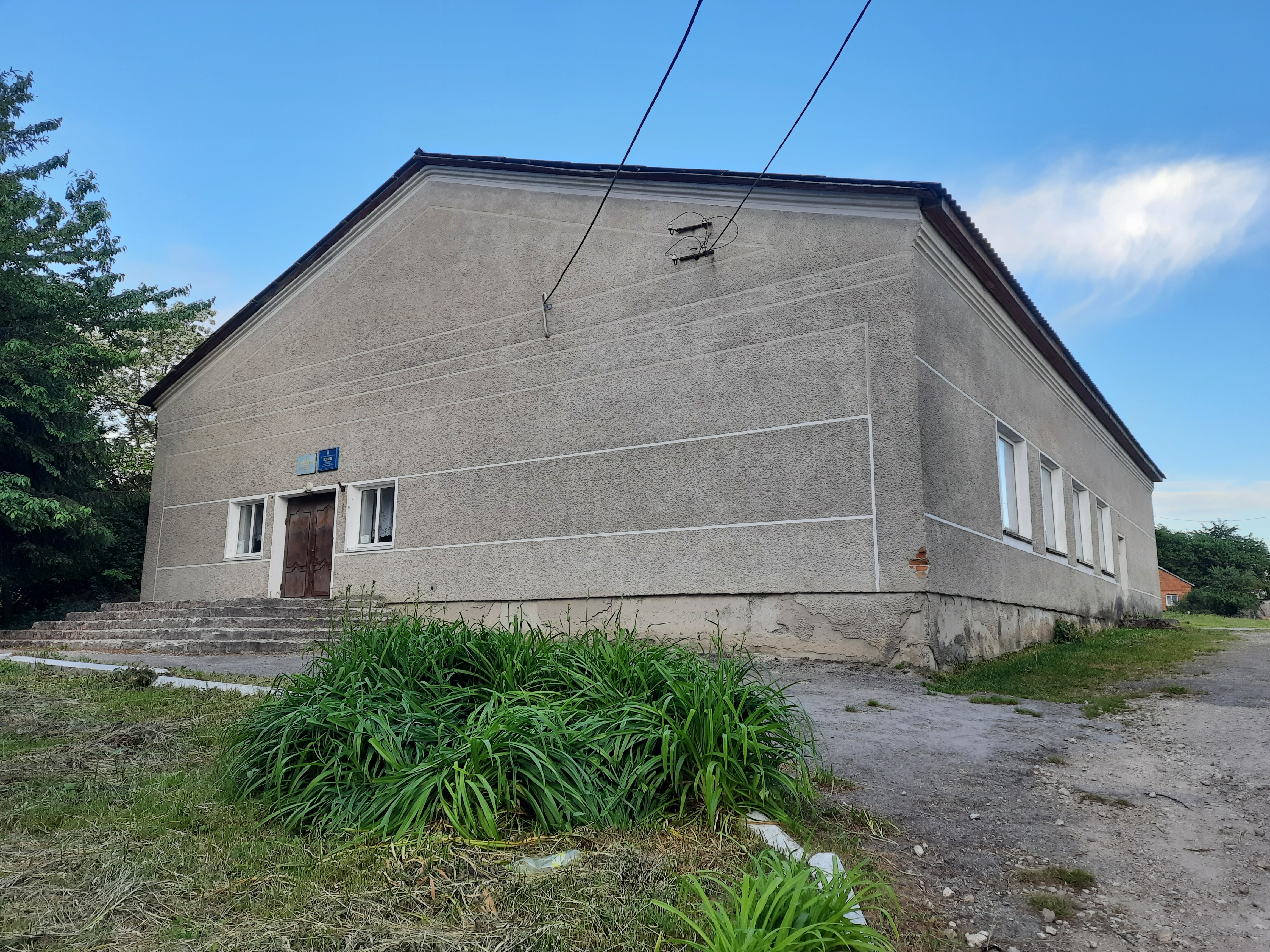
Клуб
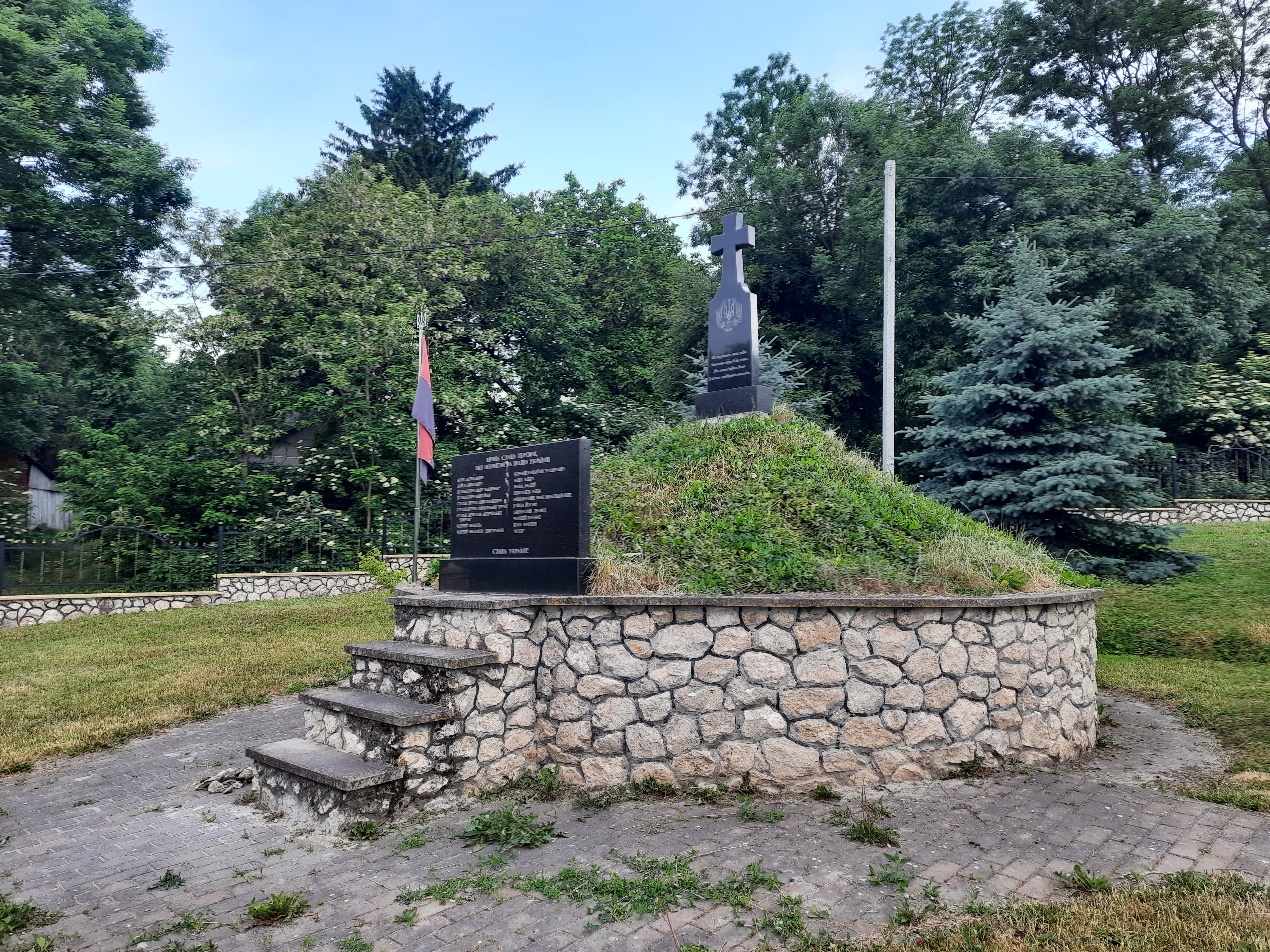
Символічна могила Борцям за волю України
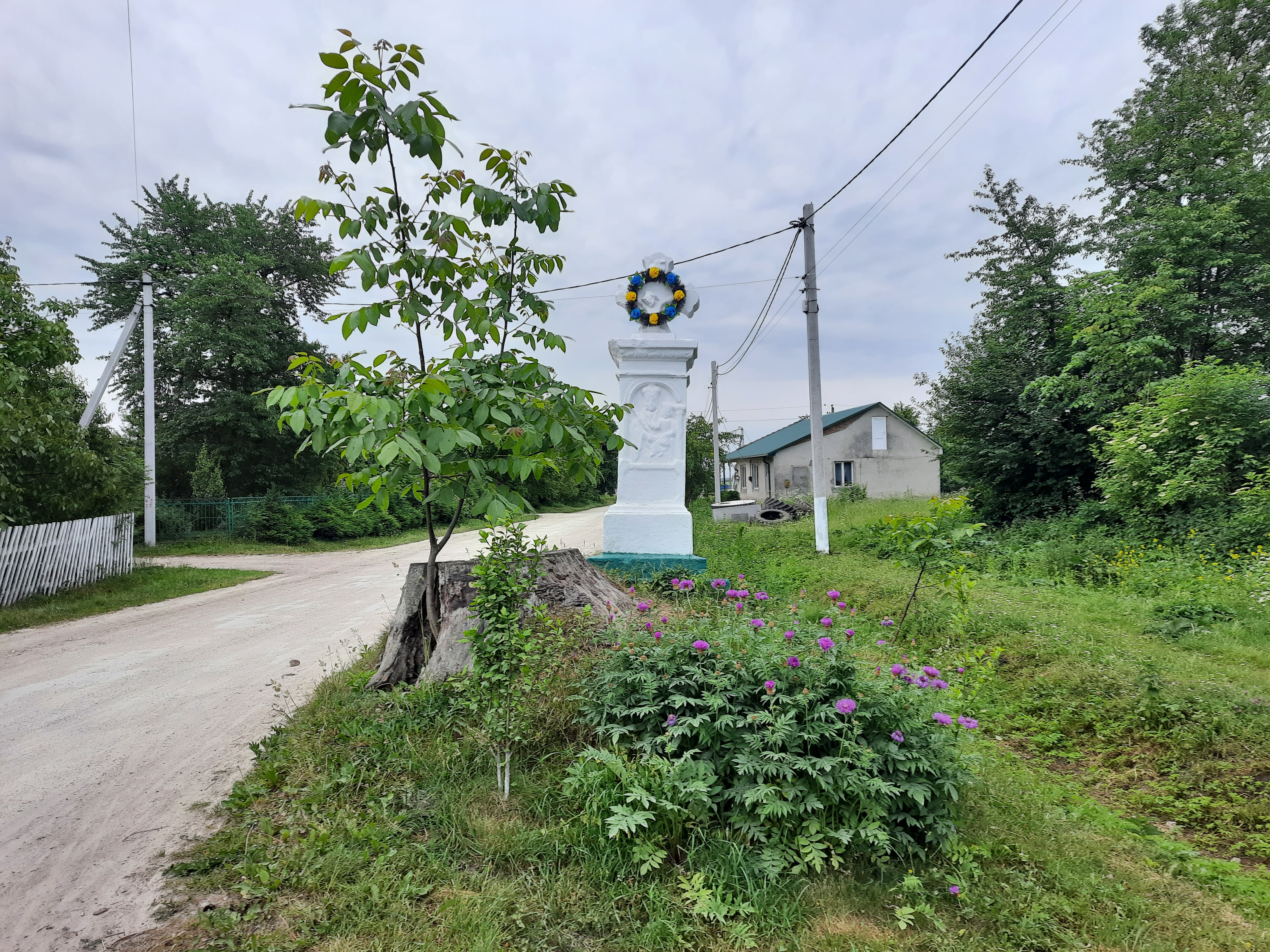
Пам'ятний хрест.
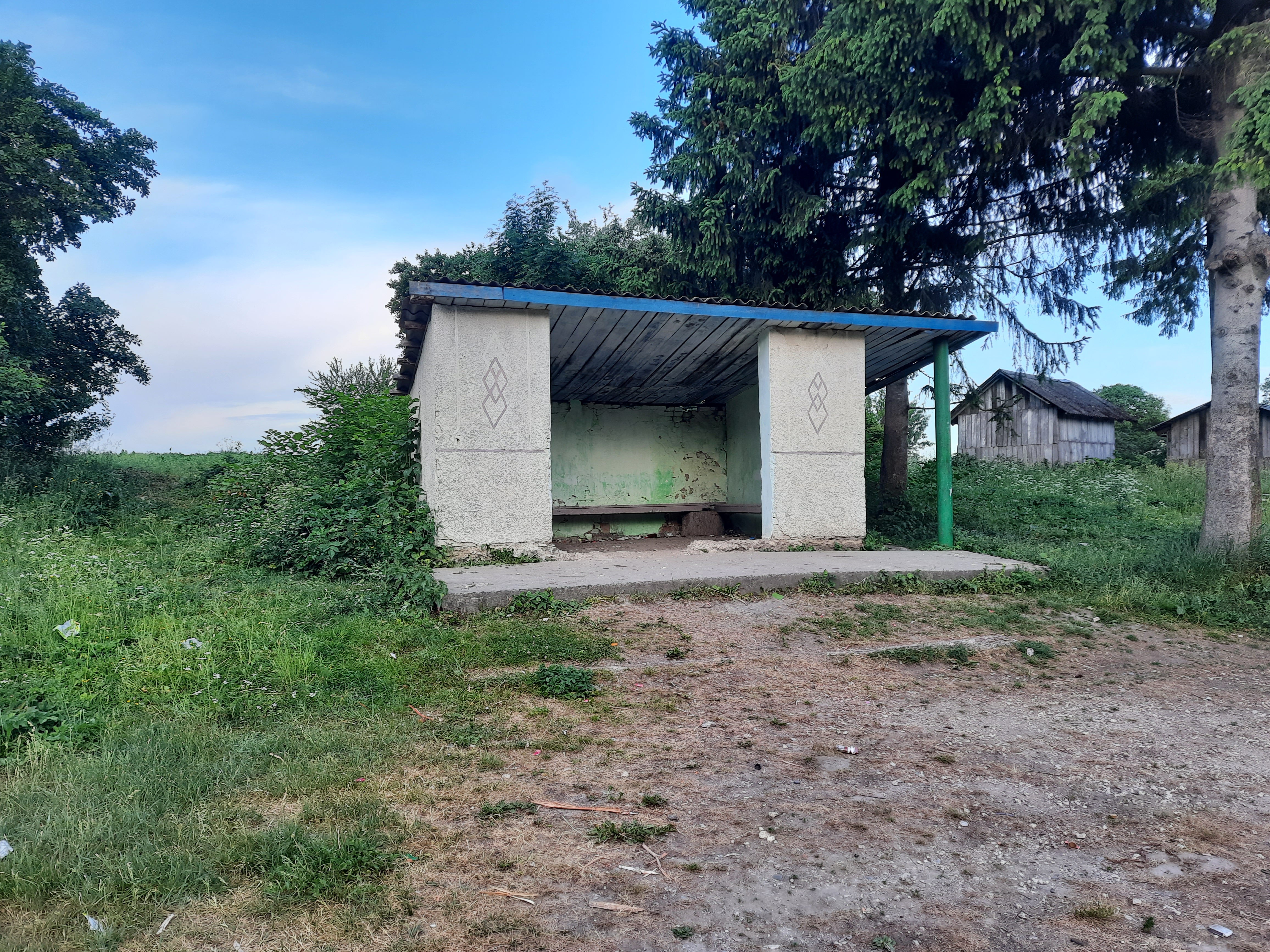
Автобусна зупинка.
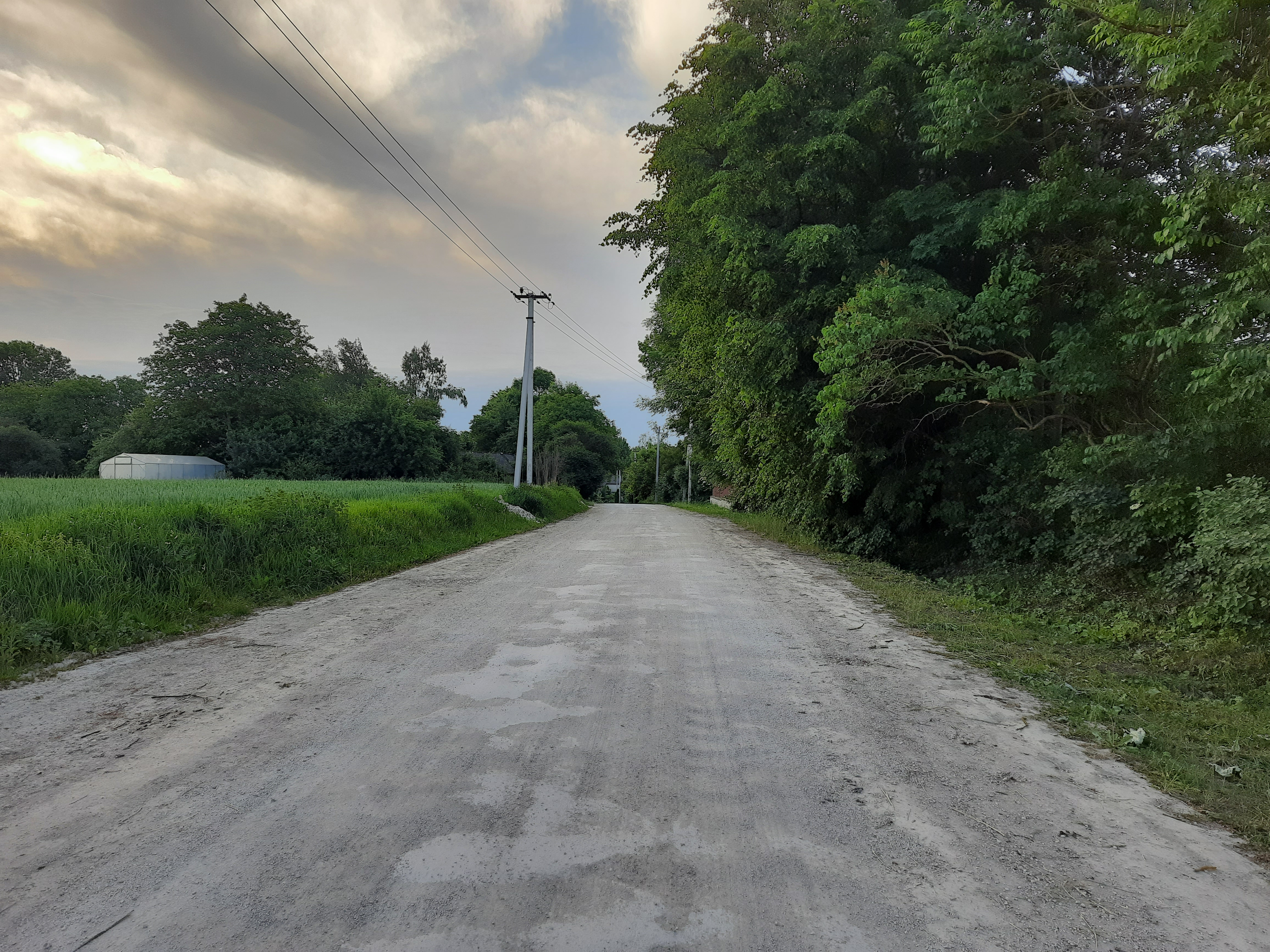
Околиця села